# Charles Sangster
Charles Sangster (ur. 16 lipca 1822, zm. 9 grudnia 1893) – pierwszy kanadyjski poeta romantyczny. 

## Życiorys

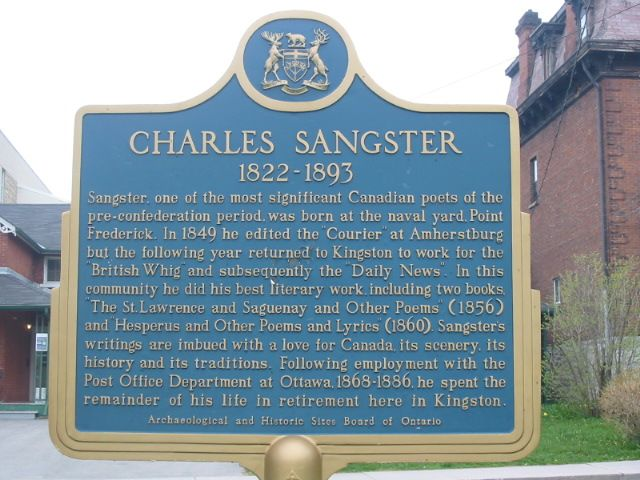
Tablica pamiątkowa poświęcona Charlesowi Sangsterowi

Urodził się w pobliżu Kingston. Jego rodzicami byli James Sangster i Ann Ross. Razem z czwórką rodzeństwa był wychowywany przez matkę. W dużym stopniu był samoukiem. W wieku 15 lat opuścił szkołę, żeby pomóc w utrzymaniu rodziny. Pracował jako wydawca. Był związany z pismami Courier i British Whig.  Był dwukrotnie żonaty, najpierw od 1856 z Mary Kilborn (zm. w 1856), następnie od 1860 z Henriettą Charlotte Meagher, z którą miał trzy córki (Charlotte Mary, Florence, oraz Gertrude) i syna (Rodericka). Napisał między innymi poemat epicki The St. Lawrence and the Saguenay, w którym użył strofy spenserowskiej. Tworzył też sonety. Do najbardziej znanych utworów tego typu w jego dziele należą wiersze In The Forest i The Red-Men. Inne popularne wiersze to The Plains of Abraham, The Wine of Song, Harvest Hymn i The Soldiers of the Plough.  

## Twórczość
Początkowo pozostawał pod wpływem poezji George’a Gordona Byrona. Później jednak odnalazł oryginalny styl, wykorzystując typowo kanadyjskie tematy. Jest nazywany „ojcem poezji kanadyjskiej” (Father of Canadian poetry). Tomik The St. Lawrence and the Saguenay z 1856 został jednogłośnie okrzyknięty jako najlepsza i najważniejsza książka poetycka w Kanadzie do tamtych czasów. Wiersze Sangstera trafiły też do antologii, między innymi do zredagowanej przez Johna Williama Garvina książki Canadian Poets and Poetry.

## Tomy
- The St. Lawrence and the Saguenay and other poems (1856)[4]
- Hesperus and other poems and lyrics (1860)[4]
- Our Norland (1865)[11]